# 妙華院
妙華院（みょうかいん、享和3年5月11日（1803年6月29日） - 文政9年4月6日（1826年5月12日））は、江戸時代の女性で、12代将軍・徳川家慶の側室。俗名は加久。旗本・太田資寧の娘。

## 生涯
享和3年（1803年）、遠州掛川城主太田氏の分家5000石の旗本、太田資寧の娘として生まれる。
文政3年（1820年）に西丸御次、翌文政4年（1821年）に中臈となる。
文政5年（1822年）に家慶との間に円常院を出産するが夭折する。その後、文政9年（1826年）に五女・咸姫を出産するがまたも夭折してしまう。同年4月6日に死去。戒名は妙華院香屋清薫大姉。墓所は東京都文京区の伝通院。